# Cecilià (senador)
Cecilià (en llatí Cecilianus) va ser un senador romà que l'any 32 aC va acusar falsament a Aureli Cotta Messal·lí. Denunciat al seu torn, va ser trobat culpable i condemnat, segons explica Tàcit